# قتل‌عام چانگ جیائو

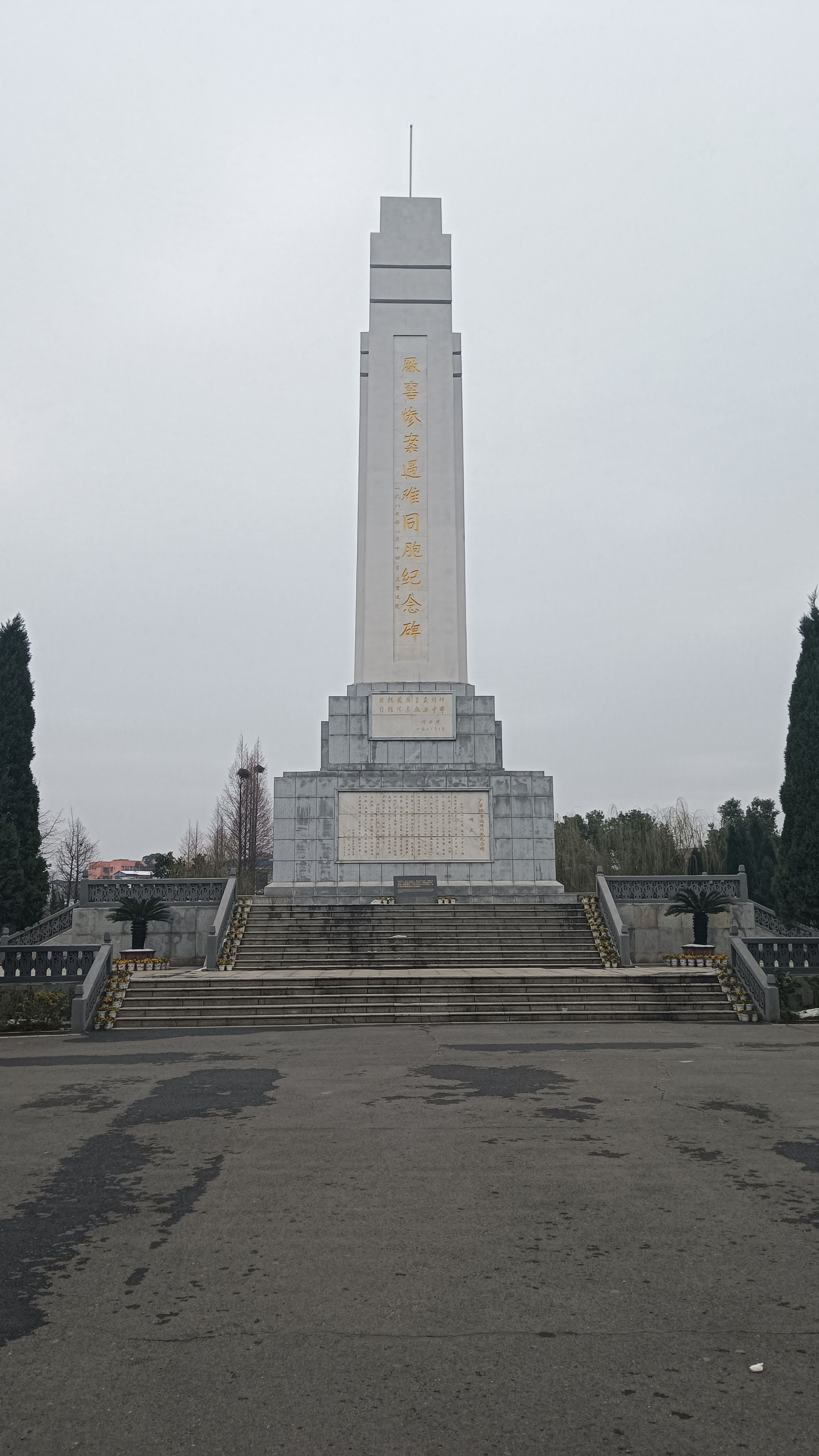
بنای یادبود قربانیان قتل عام چانگ چیائو در کشور چین

قتل‌عام چانگ جیائو (انگلیسی: Changjiao massacre) یک کشتار غیرنظامیان چینی توسط ارتش اعزامی ژاپنی ژاپن) به هونان بود. ژنرال هاتا شونروکو فرمانده نیروهای ژاپنی بود. به مدت چهار روز، از ۹–۱۲ ماه مه ۱۹۴۳، بیش از ۳۰٬۰۰۰ غیرنظامی کشته شدند.